# Gouvernement Pedro Sanz IV
 La Rioja
Sanz III Sanz V
Le gouvernement Sanz IV est le gouvernement de La Rioja entre le 3 juillet 2007 et le 28 juin 2011, durant la VIIe législature du Parlement de La Rioja. Il est présidé par Pedro Sanz.

## Composition
| Fonction                                                                                  | Titulaire | Titulaire                        | Parti |
| ----------------------------------------------------------------------------------------- | --------- | -------------------------------- | ----- |
| Président                                                                                 |           | Pedro Sanz Alonso                | PP    |
| Vice-présidente Conseillère au Tourisme, à l'Environnement et à la Politique territoriale |           | María Aránzazu Vallejo Fernández | PP    |
| Conseiller à la Présidence                                                                |           | Emilio del Río Sanz              | PP    |
| Conseiller aux Administrations publiques et à la Politique locale                         |           | Conrado Escobar Las Heras        | PP    |
| Conseiller aux Finances                                                                   |           | Juan José Muñoz Ortega           | PP    |
| Conseiller au Logement et aux Travaux publics                                             |           | Antonino Burgos Navajas          | PP    |
| Conseiller à l'Éducation, à la Culture et au Sport                                        |           | Luis Ángel Alegre Galilea        | PP    |
| Conseiller à l'Agriculture, à l'Élevage et au Développement rural                         |           | Iñigo Nagore Ferrer              | PP    |
| Conseiller à la Santé                                                                     |           | José Ignacio Nieto García        | PP    |
| Conseillère aux Services sociaux                                                          |           | María Sagrario Loza Sierra       | PP    |
| Conseiller à l'Industrie, à l'Innovation et à l'Emploi                                    |           | Javier Erro Urrutia              | PP    |